# انجمن سلطنتی آسیایی بریتانیای کبیر و ایرلند
انجمن سلطنتی آسیایی بریتانیای کبیر و ایرلند که بیشتر به شکل انجمن سلطنتی آسیایی (RAS) شناخته می‌شود بنابر اساسنامه‌اش که مورخ ۱۱ اوت ۱۸۲۴ است به منظور«پژوهش در موضوعات مرتبط و تشویق به [شناخت] علم، ادب، و هنر آسیا» تشکیل شد. این انجمن از همان آغاز با سخنرانی، ژورنال علمی و دیگر نشریاتش، مانند بستری برای مطالعهٔ فرهنگ و دانش آسیا تا بالاترین رده‌ها عمل کرده‌است. این انجمن، تخصصی‌ترین بدنه‌ای است که در کشور پادشاهی متحد بریتانیا به مطالعات آسیا می‌پردازد. اعضای انجمن به‌طور مرتب انتخاب می‌شوند. این افراد از برجسته‌ترین متخصصان مطالعات آسیا هستند که پژوهش‌های قابل توجهی در اینباره انجام داده‌اند.

## صندوق بودجه برای ترجمه های شرقی
این صندوق در ابتدا در سال 1828 برای تامین مالی مترجمینی که کتابهای شرقی را به انگلیسی ترجمه میکردند تأسیس شد و در مدت کوتاهی نتایج خود را نشان داد. صندوق به یکی از تعداد زیادی از باشگاه‌های چاپ اشتراکی ویکتوریایی تبدیل شد که ترجمه‌هایی را منتشر می‌کردند، آثار تاریخی را دوباره منتشر می‌کردند یا کتاب‌های اصلی را سفارش می‌دادند که برای انتشار تجاری بسیار تخصصی بودند. اما برخلاف بسیاری از سازمان‌ها که منحل شدند، کار صندوق ترجمه شرقی انجمن سلطنتی آسیایی در قرن بیست و یکم با فهرست ریز فرم «سری‌های جدید» و «سری‌های قدیمی» در دسترس برای تحقیقات علمی است.

## فعالیتهای مرکز[۶]

### کتابخانه:
این کتابخانه شامل کتابها و مجلات در موضوعات مختلف در مورد آسیا می باشد که برای بازدیدکنندگان به اتاق مطالعه آورده می شوند. اعضای انجمن می توانند کتاب های مدرن را امانت بگیرند. از دانشجویان و محققان برای مشاوره در مورد مطالب استقبال می شود.

### مجموعه ها:
این مجموعه ها شامل نسخه های خطی فارسی، عربی، پالی، سانسکریت، مالایی و جاوه ای است. مجموعه‌ای مهم از نقاشی‌ها، چاپ‌ها و طراحی‌های اهدایی سخاوتمندانه توسط همکاران و همچنین عکس‌ها و اسلایدها، نقشه‌ها، اوراق شخصی، مجموعه‌های ویژه و بایگانی‌های سازمانی وجود دارد. اغلب به نمایشگاه ها دادبرای نمایش قرض داده می شود.

### انتشارات:
انجمن دارای یک برنامه انتشار فعال در ارتباط با چندین ناشر از جمله انتشارات دانشگاه ادینبورگ، روتلج کرزن، کتابخانه Gingko، انتشارات دانشگاه ملی سنگاپور، و انتشارات دانشگاه کمبریج است.

### مجله:
مجله انجمن سلطنتی آسیایی از سال 1834 منتشر شده است و چهار بار در سال تولید می شود. شهرت بین المللی دارد و توسط انتشارات دانشگاه کمبریج برای انجمن منتشر میشود.

### سخنرانی ها و گردهمایی:
انجمن یک سلسله سخنرانی ماهانه با طیف گسترده ای از موضوعات را سازماندهی می کند. روزهای گردهمایی و مطالعه هر از گاهی در مناطقی ترتیب داده می شود که منعکس کننده علایق انجمن و همکاران آن باشد.

### عضویت:
انجمن از درخواست های بورسیه از هر کسی که علاقه مند به مطالعات آسیایی است استقبال کرده به آنها امکاناتی همچون بودجه و ارسال مجله و امکان استفاده از منابع و امکانات انجمن ارایه میدهد.

### اجاره سالن انجمن:
محل انجمن برای سخنرانی ها، جلسات و کنفرانس ها برای اجاره در دسترس است.

## ریاست
از سال ۲۰۲۱ میلادی ریاست سازمان با سارا انصاری است